# Tatjana Kolpakova
Tatjana Aleksejevna Kolpakova-Abbjasova (Russisch: Татьяна Алексеевна Колпакова-Аббясова) (Alamüdün (Bisjkek), 18 oktober 1959) is  een voormalige atlete, die tijdens haar atletiekloopbaan voor de Sovjet-Unie uitkwam. Zij was gespecialiseerd in het verspringen. Ze werd olympisch kampioene in deze discipline tijdens de Olympische Zomerspelen van 1980 in Moskou.

## Biografie
Op haar 15e ging Kolpakova op atletiek en werd in 1979 geselecteerd voor het nationale team van de Sovjet-Unie toen ze als 4e eindigde op de Sovjet-kampioenschappen in dat jaar. Omdat Vilma Bardauskienė geblesseerd uitviel voor de Olympische Spelen van 1980 in Moskou, werd Kolpakova opgenomen in het olympische team. Tijdens de spelen sprong ze 7,06 meter en werd daarmee olympisch kampioene.
Na de spelen won ze goud op de Universiade in 1981 in Boekarest.
Kolpakova trouwde met verspringer Sjamil Abbjasov en samen hebben zij drie kinderen. Na haar atletiekcarrière ging zij aan de slag als atletiekcoach in haar geboorteland Kirgizië tot 2001. Kolpakova verhuisde toen naar Rusland. 

## Titels
- Olympisch kampioene verspringen - 1980
- Kampioene verspringen op Universiade - 1981

1948: Olga Gyarmati ·
1952: Yvette Williams ·
1956: Elżbieta Krzesińska ·
1960: Vera Krepkina ·
1964: Mary Rand ·
1968: Viorica Viscopoleanu ·
1972: Heide Rosendahl ·
1976: Angela Voigt ·
1980: Tatjana Kolpakova ·
1984: Anișoara Cușmir-Stanciu ·
1988: Jackie Joyner-Kersee ·
1992: Heike Drechsler ·
1996: Chioma Ajunwa ·
2000: Heike Drechsler ·
2004: Tatjana Lebedeva ·
2008: Maurren Maggi ·
2012: Brittney Reese ·
2016: Tianna Bartoletta ·
2020: Malaika Mihambo ·
2024: Tara Davis-Woodhall